# Szentiványi József (nagybirtokos)
Gömöri és szentiványi Szentiványi József, Szent-Iványi (Pest, 1817. augusztus 9. – Budapest, 1905. június 1.) Liptó megyei nagybirtokos, a liptói nábob, a Csorba-tó megtelepítője, a Magyarországi Kárpát-egyesület tisztségviselője.

## Élete

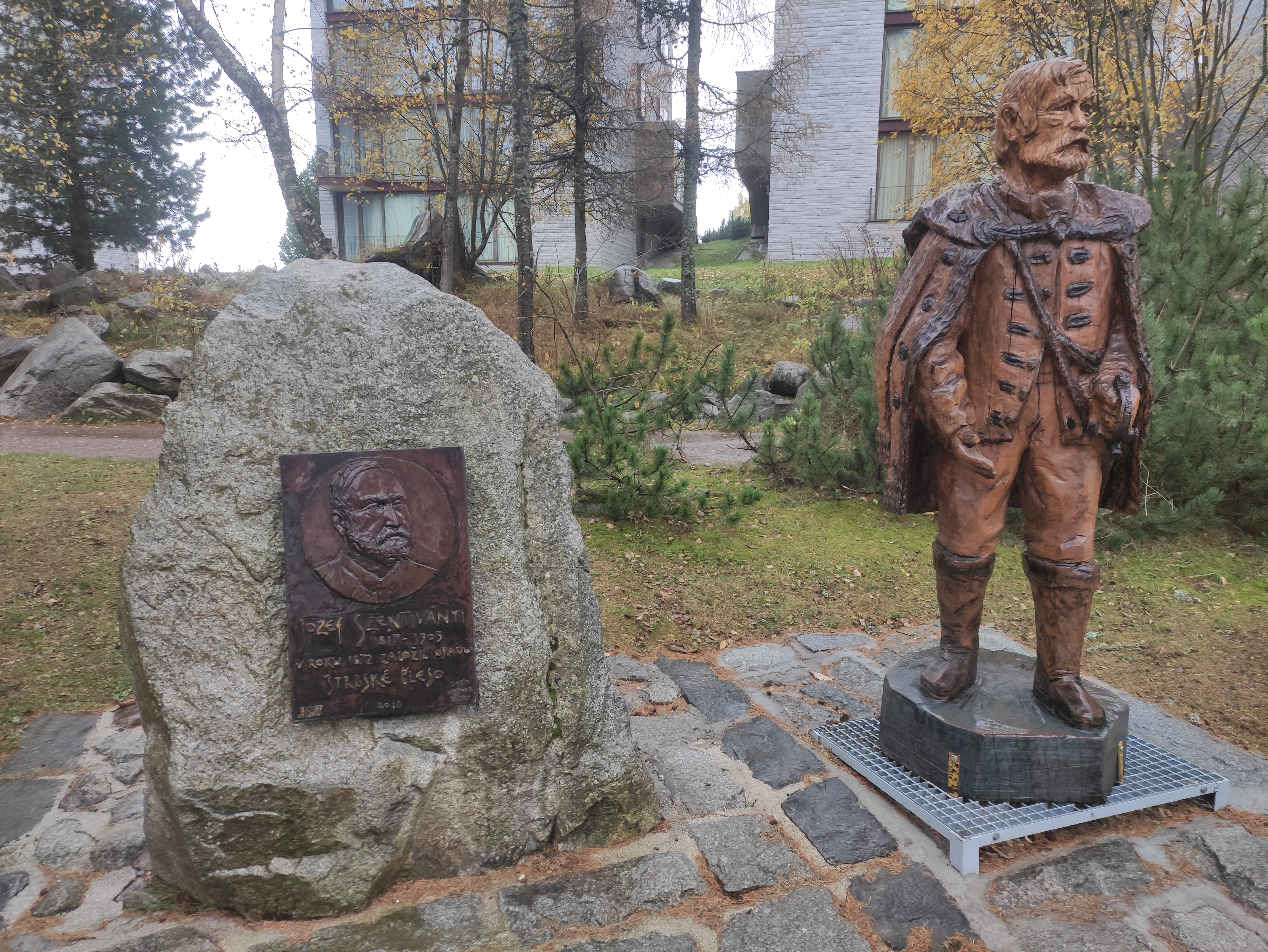
Emlékműve a Csorba-tónál

Szentiványi László és Zerdahelyi Ilona fia. Egész életében igaz magyar hazafi volt; fiatal korától fogva mindvégig részt vett a politikai mozgalmakban. Liptó vármegye volt hazafiúi működésének és agitálásának színtere. A pánszláv eszméket akarta kiirtani Liptóból. Agitált mindenfelé, baráti körökben, kaszinóban. A vármegyei közgyűlés terme volt legtöbbször hazafiúi lelkesedésének, törhetetlen buzgalmának tere. Sok beszéde közül, melyet a pánszlávizmus ellen tartott, különösen az 1902. május 26-án tartott beszéde keltett feltűnést.
Nagy területeket birtokolt a Tátrában is. 1872-ben a Csorba-tó partján építtetett egy vadászházat, amely vendégfogadóként is működött.
A Magyarországi Kárpátegyesület egyik alapítója, 1873-tól vezetőségi tagja, 1878-1879-ben elnöke volt. Az MKE működését mindig segítette, sokat tett a turizmus fejlődéséért. 1875-ben hathatósan segített az MKE által a Csorba-tó mellett építtetett első turista menedékház létrehozásában. Hálából aztán a menedékházat József-menháznak nevezték el. Anyagilag hozzájárult az ösvények és a Csorba-tó melletti újabb épületek építéséhez.
Kúriájának kapuja mindig tárva-nyitva volt mindenkinek; harminchárom ízben volt hercegi, sőt királyi vendége a szentiváni kastélyban és a Csorba-tónál. Kulturális célra sokat áldozott: egy polgári és több elemi iskolát alapított. Arany Jánossal, Tompa Mihállyal, Petőfi Sándorral, Vörösmarty Mihállyal, Kossuth Lajossal, Deák Ferenccel baráti viszonyban volt, Tompa arcképét meg is festtette bejei kastélya számára.
1901-ban eladta a kincstárnak a Mlinica-völgy egy részét, a Csorba-tavat és környékét. Ennek tiszteletére megkísérelték átnevezni a Csorba-tavat Szentiványi-Csorba-tónak, de ez nem valósult meg.
Beszédeit az egykorú lapok közölték.

## Emlékezete
- A Mlinica-völgyben nevét viseli a Szentiványi-tó.